# Scirocco-Powell
Scirocco-Powell je nekdanje britansko moštvo in konstruktor Formule 1, ki je v Formuli 1 sodelovalo med sezonama 1963 in 1964. Skupno je moštvo nastopilo na sedmih dirkah z devetimi dirkalniki, za moštvo so dirkali Ian Burgess, Tony Settember in André Pilette.

## Rezultati Formule 1
(legenda) (odebeljene dirke pomenijo najboljši štartni položaj, poševne najhitrejši krog, ‡ - uvrščen, kljub odstopu)
| Leto | Šasija             | Motor           | Gume | Dirkači        | 1   | 2   | 3   | 4   | 5   | 6   | 7   | 8   | 9   | 10  | Toč | Prv |
| ---- | ------------------ | --------------- | ---- | -------------- | --- | --- | --- | --- | --- | --- | --- | --- | --- | --- | --- | --- |
| 1963 | Scirocco-Powell SP | BRM             | B    |                | MON | BEL | NIZ | FRA | VB  | NEM | ITA | ZDA | MEH | JAR | 0   | -   |
| 1963 | Scirocco-Powell SP | BRM             | B    | Ian Burgess    |     | WD  |     | WD  | Ret | Ret | WD  |     |     |     | 0   | -   |
| 1963 | Scirocco-Powell SP | BRM             | B    | Tony Settember |     | Ret |     | Ret | Ret | Ret | DNQ |     |     |     | 0   | -   |
| 1964 | Scirocco-Powell SP | Coventry Climax | D    |                | MON | NIZ | BEL | FRA | VB  | NEM | AVT | ITA | ZDA | MEH | 0   | -   |
| 1964 | Scirocco-Powell SP | Coventry Climax | D    | André Pilette  |     |     | Ret |     |     | DNQ |     |     |     |     | 0   | -   |